# Nathalie den Dekker
Nathalie Marina Hendrika Maria den Dekker (Made, 26 juni 1989) is een Nederlands model. Op 4 oktober 2009 werd zij verkozen tot Miss Benelux Nederland 2010. In datzelfde jaar werd ze verkozen tot Miss Tourism International.
In 2012 werd ze door de Miss Nederland organisatie geselecteerd als Miss Nederland World 2012 om Nederland te vertegenwoordigen op de Miss World finale van 18 augustus in Mongolië, wat bijzonder is, omdat de strijd om de Miss Nederland titel voor dat jaar nog zou worden uitgemaakt door de Provinciale missen die in dat jaar door de provinciale licentie-houders werden georganiseerd. Op de Miss World eindigde ze overigens in de top 15.
Omdat de Miss Nederland Organisatie er niet in slaagde tijdig een Miss Nederland verkiezing 2012 te organiseren werd zij op 7 november 2012 ook aangekondigd als Miss Nederland Universe 2012, de vertegenwoordiger van Nederland op de Internationale Miss Universe verkiezing van 2012. Daar werd ze derde in Nationaal Kostuum en 19e in het eindklassement.
Enkele weken later werd zij uit alle Miss Universe 2012 kandidaten verkozen tot de eerste Miss Chi. Deze verkiezing werd georganiseerd door de hoofdsponsor van Miss Universe 2012: Chi haircare.
In 2013 werd zij verkozen tot Miss Nederland International, waardoor zij Nederland mocht vertegenwoordigen op de internationale Miss International op 17 december 2013 in Japan. Daar behaalde ze de tweede plaats, achter Miss Filipijnen, die de verkiezing won.
Den Dekker behaalde cum laude haar gymnasiumdiploma aan het Sint-Oelbertgymnasium in Oosterhout om vervolgens Rechtsgeleerdheid te studeren aan de Universiteit van Utrecht. Daar studeerde ze af als Meester in de rechten in twee verschillende richtingen.